# Edmond Lefebvre du Prey
Pour les articles homonymes, voir Lefebvre du Prey.
Edmond Lefebvre du Preÿ, né le 16 octobre 1866 à Saint-Omer et mort le 14 janvier 1955 à Paris, était un avocat, bâtonnier de Saint-Omer et homme politique français de la IIIe République.

## Biographie
Entre 1896 et 1925, il est conseiller municipal puis maire de Saint-Omer. Pendant la Première Guerre mondiale, la ville, siège du quartier général anglais, est l’objet de violents bombardements. Il est cité à l'Ordre de la Nation pour l'abnégation et le courage civique dont il fait preuve. 
Il siège à l'Assemblée nationale de 1909 à 1927. Il est vice-président de la Chambre de 1919 à 1922. Entre 1921 et 1924, il est successivement ministre de l'Agriculture, de la Justice et des Affaires étrangères. 
Il s'oppose au droit de vote des femmes. 
Il siège au Sénat à partir de 1927, se retire de la vie politique en 1940 et meurt à Paris en 1955. 

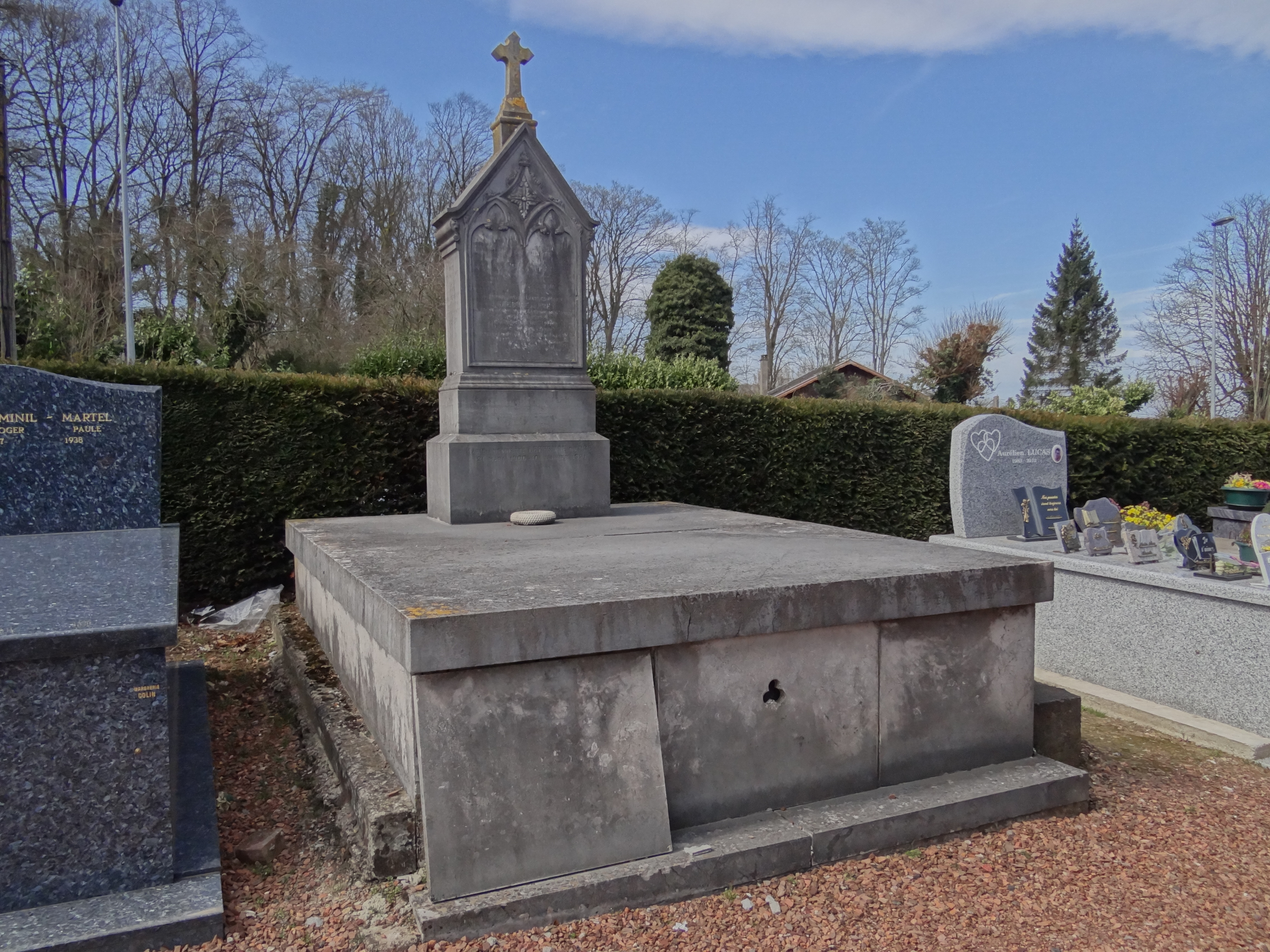
Tombe d'Edmond Lefebvre du Prey au cimetière des Bruyères de Saint-Omer.

## Famille
Il est marié et père de treize enfants dont René Lefebvre du Prey, polytechnicien, chef d'escadrons d'artillerie, déporté, Chevalier de la Légion d'honneur, et Jean Lefebvre du Prey, Chevalier de la Légion d'honneur.

## Décorations
- Ordre de Saint-Michel et Saint-Georges
- Officier de l'ordre de la Couronne
- médaille d'or de la Mutualité.

### Sources
- « Edmond Lefebvre du Prey », dans le Dictionnaire des parlementaires français (1889-1940), sous la direction de Jean Jolly, PUF, 1960 [détail de l’édition]